# Hormurus polisorum
Hormurus polisorum ist ein in Kalksteinhöhlen der Weihnachtsinsel lebender Skorpion aus der Familie Hormuridae.

## Beschreibung
Hormurus polisorum ist ein kleiner Skorpion mit rötlich-brauner Körperfarbe, die zu den Rändern deutlich blasser wird. Der Körper ist stark abgeflacht. Der Carapax hat eine Länge von 8,4 Millimetern beim männlichen und 5,7 Millimetern beim weiblichen Tier. Er ist mit zahlreichen sehr kleinen Granulen bedeckt, die keine Muster bilden. Das Sternum ist fünfeckig mit glatter, glänzender Oberfläche. Seine Farbe ist im vorderen Bereich ein helles Braun, das nach hinten in ein blasses Gelb übergeht. Die Kämme des Kammorgans haben beim männlichen Typexemplar acht und beim weiblichen sechs Zähne. Das Metasoma ist kurz, schlank und gelblich-cremefarben. Das Telson ist länger als das fünfte Segment des Metasomas und hat eine extrem große Giftblase. Der Giftstachel ist kurz, stark gebogen und dunkelbraun.
Hormurus polisorum weist wie viele andere wirbellose Höhlentiere – einschließlich der troglobionten Skorpione – morphologische Anpassungen an seinen Lebensraum auf. Das mediane Augenpaar ist stark reduziert, der linke Ocellus fehlt völlig und der rechte ist nur als unpigmentierte Andeutung vorhanden. Die lateralen Ocelli sind auf Durchmesser von maximal 0,06 Millimeter reduziert. Die linke laterale Ocellengruppe hat nur zwei Ocelli, die rechte drei. Die Pedipalpen mit den Chelae sind deutlich verlängert. Die Körperoberfläche ist kaum pigmentiert.

## Verbreitung
Hormurus polisorum ist ein Endemit der Weihnachtsinsel. Dort lebt mit Liocheles australasiae eine Art der nahe verwandten Gattung Liocheles in oberirdischen Streuschichten. Es wurde darüber spekuliert, ob Hormurus polisorium sich aus dieser Art entwickelt hat oder das Schwestertaxon einer ausgestorbenen oder noch unentdeckten oberirdisch lebenden Art ist. Jüngere Untersuchungen stellen Hormurus polisorum und den im südöstlichen Neuguinea verbreiteten Hormurus karschii als Schwestertaxa in eine Klade. Das stützt die Annahme, dass beide Arten oder ihr gemeinsamer Vorfahre die Lebensräume von der Australischen Platte her über den Ozean erreicht haben.

## Lebensraum
Die Terra typica von Hormurus polisorum sind zwei etwa 15 Kilometer voneinander entfernte Kalksteinhöhlen auf der Weihnachtsinsel. Der Holotyp stammt aus der ersten Hauptkammer der Bishops Cave (CI-8), etwa 120 Meter vom Höhleneingang entfernt (10° 27′ 59,4″ S, 105° 35′ 30″ O). Der Paratyp wurde in der Dunkelzone der als 19th Hole oder CI-19 bezeichneten Höhle gefunden (10° 25′ 2,4″ S, 105° 42′ 0″ O). Bis 2014 konnten auf der Weihnachtsinsel Skorpione in zwei weiteren Höhlen, CI-10 und CI-103, gefunden werden. Die Höhlen befinden sich im Osten, Westen und Süden der Insel, so dass Hormurus polisorum als weit verbreitet aber dennoch selten erscheint.
Die Weihnachtsinsel liegt im Indischen Ozean, etwa 2.600 Kilometer westlich von Australien und 360 Kilometer südlich der indonesischen Hauptinsel Java. Sie hat eine Fläche von etwa 135 Quadratkilometern und weist ein tropisches Klima mit einer Regenzeit von Dezember bis April auf. Obwohl die Insel vulkanischen Ursprungs ist besteht sie zu einem großen Teil aus Kalkstein. Sie weist zahlreiche Höhlen im Kalkstein auf, von denen die auf den gleichen Plateaus liegenden wahrscheinlich miteinander verbunden sind. Bis 1995 war nicht bekannt, dass es auf der Weihnachtsinsel eine spezialisierte Höhlenfauna gibt. Von einem 1987 von einem Speläologen gesammelten Exemplar von Hormurus polisorum erhielten Zoologen erst 1996 Kenntnis. Die Entdeckung war der Anlass, 1998 eine systematische Untersuchung von 23 der 42 bekannten Höhlen auf Christmas Island durchzuführen. Dabei wurde ein zweites Exemplar gefangen.
Die Höhlen, in denen Hormurus polisorum gefunden wurde, gehören zu den mindestens 14 Höhlen der Insel, in denen sich anchialine Biotope entwickelt haben. Alle diese Höhlen weisen Temperaturen zwischen 25,9 und 26,1 Grad Celsius und Luftfeuchtigkeiten wischen 96,6 und 98,4 Prozent auf. Die Höhlen sind empfindlich gegenüber dem Ausbleiben des Nordwest-Monsuns, wie er durch das El-Niño-Phänomen hervorgerufen werden kann. Das Ausbleiben der Monsunregenfälle führt zu einem teilweisen Austrocknen der Höhlenböden.

## Lebensweise
Die umfangreichen morphologischen Anpassungen von Hormurus polisorum zeigen, dass es sich bei der Art um einen echten Troglobionten handelt.

## Gefährdung und Schutz
Hormurus polisorum wird als selten betrachtet, und er besiedelt einen hochspezialisierten Lebensraum in einem sehr kleinen Verbreitungsgebiet. Damit besteht fortwährend eine Bedrohung durch Naturkatastrophen und andere Einwirkungen. Anchialine Ökosysteme wie die Höhlen, in denen Hormurus polisorum gefunden worden ist, gelten als empfindlich gegenüber dem Eintragen selbst geringfügiger organischer Verschmutzungen. Weitere Bedrohungen sind die Entwaldung der Oberfläche mit der Folge eines veränderten Wasserhaushalts, der Abbau von Bodenschätzen, invasive Arten und menschliche Besucher.
Weltweit werden zum Schutz vergleichbarer Höhlen intensive Anstrengungen unternommen. 68 Prozent der Fläche der Weihnachtsinsel sind als Nationalpark geschützt. Für den Nationalpark und seine Höhlen, einschließlich der Bishops Cave, ist Parks Australia North zuständig. Die Behörde untersteht dem australischen Ministerium für Umwelt und Energie. Für die außerhalb des Nationalparks gelegenen Höhlen, darunter CI-19, ist die lokale Verwaltung zuständig.

## Systematik
Die systematische Stellung der Gattung Hormurus und ihrer Arten war in der Vergangenheit wiederholt Änderungen unterworfen. Hormurus wurde bereits 1880 von Ferdinand Karsch mit der Gattung Liocheles synonymisiert. Auf der Ebene der Familien und Unterfamilien gab es um die Wende vom 20. zum 21. Jahrhundert wiederholt Änderungen der Namen und der taxonomischen Ränge einzelner Taxa. Erst 2014 konnten die Arachnologen Lionel Monod und Lorenzo Prendini auf der Grundlage umfangreichen Datenmaterials zur Phylogenetik, Morphologie und Biogeographie aller Arten der Gattung Liocheles eine Neuordnung vornehmen und die Gattungen Hormurus und Hormiops wieder einsetzen. Gegenwärtig steht die Gattung Hormurus mit zehn weiteren Gattungen in der von der Unterfamilie zur Familie erhobenen Hormuridae.
Die Verbreitung der Gattung Hormurus berücksichtigt jetzt fast vollständig biogeographische Regionen. Hormurus polisorum ist nach Monods und Prendinis Neuordnung der einzige Vertreter seiner Gattung, der westlich der von Huxley modifizierten Wallace-Linie vorkommt. Der ebenfalls auf der Weihnachtsinsel vorkommende und für einen Skorpion extrem weit verbreitete Liocheles australasiae ist demgegenüber die einzige Art der Gattungen Liocheles und Hormiops, die auch östlich dieser Linie verbreitet ist.

### Erstbeschreibung
Die Erstbeschreibung erfolgte als Liocheles polisorum im Jahr 2001 durch die Arachnologen Erich S. Volschenk, N. Adam Locket und Mark S. Harvey nach zwei in verschiedenen Höhlen der Weihnachtsinsel gesammelten Exemplaren.

### Typmaterial
1987 wurden im Rahmen einer speläologischen Expedition alle bekannten Höhlen der Weihnachtsinsel untersucht. Dabei wurde in der Bishops Cave der Holotyp von Hormurus polisorum entdeckt. Das männliche Exemplar wurde an das Western Australian Museum in Perth geschickt, ist aber falsch ausgeliefert worden. Erst 1996 wurde es in einem Krankenhaus in Perth wiedergefunden. Der Paratyp ist ein 1998 bei einer Inventur der Höhlenfauna der Weihnachtsinsel gesammeltes weibliches Tier. Das Typmaterial befindet sich in der Sammlung des Western Australian Museum in Perth.

### Etymologie
Der Artname ehrt den im Jahr 2000 verstorbenen US-amerikanischen Arachnologen Gary A. Polis und ausdrücklich auch seine ganze Familie, die einander bei ihrer Arbeit und in ihren Zielen Unterstützung, Ermutigung und Inspiration gegeben haben.

### Synonyme
- Liocheles polisorum Volschenk, Locket, Harvey, 2001: die Gattung Hormurus war bereits 1880 von Ferdinand Karsch mit Liocheles synonymisiert worden, sodass Liocheles zum Zeitpunkt der Erstbeschreibung von Hormurus polisorum der richtige Gattungsname war. Durch Monod und Prendini wurde die Gattung Hormurus 2014 wieder eingesetzt, dadurch wurde Liocheles polisorum zum Synonym.[14]